# Carl Thiemann
Carl Thiemann, křtěný Karl Theodor (10. listopadu 1881 Karlovy Vary – 3. prosince 1966 Hebertshausen) byl česko-rakousko-německý výtvarný umělec a člen Vídeňské secese, proslulý svými barevnými dřevořezy.

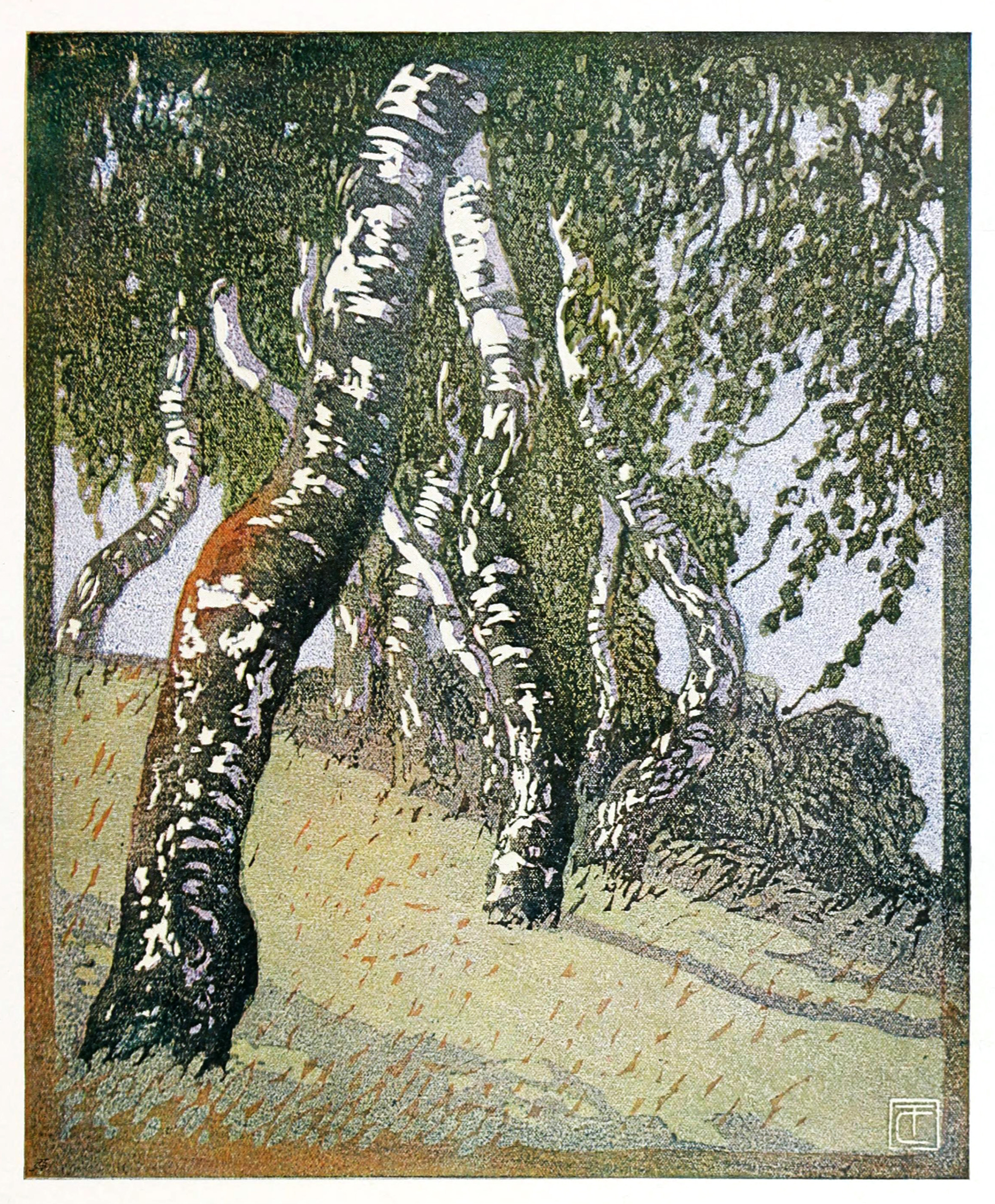
Březový háj, barevný dřevoryt Carla Thiemanna z roku 1908

## Život
Carl Theodor Thiemann se narodil v Karlových Varech v rodině k.k. postoficiála Georga Thiemanna a jeho ženy Marie rodem Hofkunst z Vídně.. Nejprve studoval v letech 1895-1896 ve svém rodišti dvě třídy gymnázia, poté II. a následně v letech 1896/7-1897/8 III. ročník obchodní pokračovací školy. Než nastoupil na AVU, pracoval v letech 1896-1905 jako praktikant a účetní. Kvůli složitým rodinným poměrům po otcově smrti nejprve nepůsobil v uměleckém oboru, ale nakonec mohl studovat na Akademii výtvarných umění v Praze. Nejprve v letech 1905-1908 malbu ve speciální škole prof. Thieleho a později grafiku. Zaujala ho tehdy nová technika japonských barevných dřevorytů s vodovými barvami, která v té době začínala pronikat do rakouského uměleckého světa. V roce 1904 se Thiemann přestěhoval do Prahy a otevřel si ateliér se sochařem Waltherem Klemmem. O čtyři roky později se oba přesunuli do malířské kolonie v bavorském Dachau, kde Thiemann spoluzaložil Spolek dachauských umělců. Krátce nato se oženil se Švýcarkou Louisou Miévillovou, učitelkou jazyků. Jejich dcera Margarete se také stala malířkou. Kolem roku 1910 se Thiemann stal členem Vídeňské secese a Německého uměleckého svazu. V roce 1957 ovdověl a o dva roky později se podruhé oženil se svou sestřenicí Ottilií Rady Thiemann-Stoedtnerovou.

## Dílo
Thiemann zanechal rozsáhlé dílo zahrnující malby, grafiky i další tiskové techniky. Nejvíce je však znám pro své barevné dřevoryty s motivy krajin s břízami a stromy, ale také městských ulic, vše v typicky zjednodušeném grafickém stylu s jemnými barevnými tóny. Jeho styl ovlivnily dřevoryty Marthy Cunzové a sdílel stylovou podobnost s umělci jako Ferdinand Mirwald či Frances Gearhartová. Za své dílo získal několik ocenění včetně Řádu za zásluhy Spolkové republiky Německo a Čestného prstenu města Dachau (1966). V Dachau je po něm také pojmenována ulice.

## Vyznamenání
- Záslužný řád Spolkové republiky Německo  záslužný kříž